# Shlomo Artzi
Shlomo Artzi (in ebraico שלמה ארצי‎?) (Moshav Alonei Abba, 26 novembre 1949) è un cantante e cantautore israeliano.

## Biografia
Figlio di sopravvissuti all'Olocausto è stato molto influenzato dalle loro memorie.
all'età di 8 anni la famiglia Artzi si trasferisce a Tel Aviv. I compagni di scuola pensavano sarebbe diventato un attore e non un musicista poiché manifestava capacità di recitazione. A 12 anni inizia a suonare la chitarra e a cantare in un gruppo boy scout e alle feste degli amici. All'età di 16 anni comincia a comporre canzoni.
Durante il servizio militare, viene reclutato in artiglieria e dopo aver prestato servizio per un anno e mezzo, è entrato a far parte del Lehakat Kheil Hayam (Naval Corps Entertainment Group). Durante il suo servizio nel gruppo, ha preso parte ai programmi "E il terzo giorno" e "Rhapsody in Blue", accanto a celebrità israeliane come Rivka Zohar, Dov Glikman, Avi Uriah, Riki Gal ed altri ancora. Ha cantato voce solista in diverse canzoni nell'LP del Gruppo.
Nel 1970 ha avuto l'opportunità di partecipare al Festival della Canzone israeliana, un concorso canoro che si tiene ogni anno. Presta ancora il servizio militare e indossa una divisa militare, ha cantato "Pitom achshav, pitom haYom" (Improvvisamente ora, improvvisamente oggi), noto anche come Ahavtiha (ho amato). La canzone, scritta da Tirza Atar e composta da Ya'akov Hollander ha vinto il primo premio. Inclusa nel suo primo album uscito nel 1970, arriva primo nella classifica annuale di  Kol Israel. Artzi è stato votato cantante dell'anno.

## Carriera musicale
Nel 1975 è stato selezionato per rappresentare Israele all'Eurovision Song Contest. Il brano presentato è stato Ath Va'Ani (Tu ed io), scritto dal cantautore israeliano Ehud Manor, e composto dallo stesso Artzi. Il brano non vince il concorso e l'album è stato una delusione.

## Vita privata
Artzi è sposato per la seconda volta, dal primo matrimonio ha avuto tre figl: Ben Artzi (cantante), Shiri Artzi (critica letteraria e sceneggiatrice) e Jonathan Artzi.
Oggi, Artzi risiede a Tel Aviv.
Artzi è conosciuto come un fan della squadra di calcio Maccabi Netanya, della quale nel 1971 ha composto l'inno.